# أرنوس غروف
أرنوس غروف، هي منطقة تقع شمال لندن، إنجلترا. يقع مركز المدينة على بعد 7.5 ميل (12 كم) إلى الشمال من تشارينغ كروس.